# Good Vibrations (Unternehmen)
Good Vibrations LLC ist ein US-amerikanisches Unternehmen, das sich auf den Verkauf von Sexspielzeug, Vibratoren und erotischer Literatur spezialisiert hat.

## Geschichte
Joani Blank eröffnete den ersten Good-Vibrations-Sexshop im März 1977 in einem 19-Quadratmeter-Geschäft in San Francisco. Es war der zweite Sexshop überhaupt nach Eve’s Garden in New York, der speziell auf weibliche Kundschaft ausgerichtet war. Die Einrichtung folgte dem Motto „clean and well-lit“ (deutsch: sauber und gut beleuchtet) und sollte den Sexshop von seinem schmierigen Image befreien und Frauen die Berührungsängste nehmen. Dieses Konzept wurde später von vielen weiteren Sexshops übernommen.
Von Anfang an stand nicht allein der Verkauf, sondern vor allem die Sexualaufklärung im Mittelpunkt des Geschäfts. Neben einer kleinen Auswahl Vibratoren und Sexspielzeuge bot der Shop eine Auswahl an erotischer und Aufklärungsliteratur an. Vor allem in der Anfangszeit, als der eigentliche Verkauf noch schleppend verlief, verbrachten die Verkäuferinnen viel Zeit damit, mit den Kundinnen über Sex zu sprechen. Einige später bekannt gewordene Sexualaufklärerinnen wie Susie Bright und Violet Blue sowie die Filmemacherin und Produzentin Shine Louise Houston begannen ihre Karriere als Verkäuferinnen bei Good Vibrations.
Joani Blank vertrat nicht nur feministische, sondern auch sozialistische Ideale und stand dem Kapitalismus kritisch gegenüber. Von Beginn an hatte der Shop keine hierarchische Struktur, Blank ließ den Mitarbeitern große Freiheiten bei Entscheidungen, sie konnten ihr Gehalt selbst festlegen. Auf Initiative der Mitarbeiter wurde Good Vibrations 1985 um einen Versandhandel erweitert.
Den Mitarbeitern missfiel es, dass Blank kaum an Gewinnen und nicht an einer Expansion interessiert war. Blank reagierte auf die Kritik, in dem sie das Unternehmen in eine Genossenschaft umwandelte. Sie verkaufte Teile des Unternehmens an 12 Mitarbeiter, sich selbst eingeschlossen, die damit gleichberechtigte und entscheidungsberechtigte Partner waren. Der Umwandlungsprozess begann 1989 und war 1992 abgeschlossen.
Dem ebenfalls sozialistisch inspirierten Gedanken des „briarpatch“ folgend, lud Blank 1992 zwei Frauen ein, die selbst ein derartiges Unternehmen eröffnen wollten. Sie ließ sie das Konzept von Good Vibrations studieren und gab ihnen ihr Lieferantenverzeichnis. Beide Frauen eröffneten tatsächlich selbst Sexshops und sind heute ähnlich erfolgreich wie Good Vibrations.
In den folgenden Jahren zog sich Blank, ihrer Philosophie folgend nicht an Profiten interessiert, immer weiter aus dem Geschäft zurück und verließ es schließlich ganz. Den übrig gebliebenen Teilhabern – 2002 auf 78 angewachsen – stand die ungewöhnliche Unternehmensform im Wege, sie verhinderte die Expansion des Unternehmens, da alle Teilhaber Entscheidungen zustimmen mussten. Zudem verfügten die Teilhaber zum größten Teil selbst über keine betriebswirtschaftliche Erfahrung oder Ausbildung. Als deutlich wurde, dass das Unternehmen nahezu handlungsunfähig war, engagierten die Teilhaber Beth Doyle als Managerin.
Doyle versuchte eine Änderung von innen, ohne die Ideale der Genossenschaft zu beschädigen. Sie besetzte vakante Positionen mit Außenseitern. Einer davon war Theresa Sparks, eine Transfrau, die nach ihrer Geschlechtsumwandlung große Schwierigkeiten hatte einen neuen Job zu finden. Ursprünglich in der Versandabteilung angestellt, erkannte Doyle schnell ihre Erfahrung, die sie noch als Mann gesammelt hatte, und beförderte sie nach drei Monaten auf den Posten eines Finanzdirektors. Nachdem Doyle 2005 vor den inneren Widerständen kapitulierte, übernahm Sparks ihre Position. In einer Sitzung führte Sparks den Teilhabern die fehlende Perspektive einer Genossenschaft vor Augen und konnte sie davon überzeugen, das Modell aufzugeben. Seit dem 1. Februar 2006 ist Good Vibrations eine Corporation.
2007 geriet Good Vibrations in finanzielle Schwierigkeiten, nachdem der Internetverkauf durch die Konkurrenz von Unternehmen wie Amazon.com und Drugstore.com sowie ein schlechtes Googleranking einbrach. Der Großhändler GVA-TWN kaufte das Unternehmen im September 2007 auf.

## Konzernstruktur
Das Unternehmen ist heute eine Limited Liability Company und besteht aus drei Good-Vibrations-Sexshops in der San Francisco Bay Area sowie einem in Brookline, Massachusetts, einem Versandhandel und den drei Verlagen Down There Press, Passion Press und Sexpositive Productions. Des Weiteren betreibt das Unternehmen die Videoshow GVTV und organisiert Kunstausstellungen, Kulturevents und Informationsveranstaltungen.
Der CEO ist Theresa Sparks, im Vorstand sitzen fünf Frauen und zwei Männer, darunter die Komikerin Margaret Cho und Carol Queen, die gleichzeitig die Sexualwissenschaftlerin des Unternehmens ist.